# Championnat du Turkménistan de football 2020
Navigation
Saison 2019 Saison 2021
La saison 2020 du Championnat du Turkménistan de football est la vingt-huitième édition de la première division au Turkménistan. La compétition rassemble les huit meilleurs clubs du pays qui sont regroupés au sein d'une poule unique et s'affrontent quatre fois, deux à domicile et deux à l'extérieur. 
Le FK Altyn Asyr remporte pour la septième fois de suite le championnat.

## Les clubs participants
- FK Altyn Asyr
- Nebitçi FT
- Merw Mary
- Şagadam Türkmenbaşy
- FK Ahal Änew
- Köpetdag Achgabat
- FK Achgabat
- Energetik Mary

## Compétition
Le barème de points servant à établir le classement se décompose ainsi :
- Victoire : 3 points
- Match nul : 1 point
- Défaite : 0 point

### Classement
| Rang | Équipe              | Pts | J  | G  | N | P  | Bp | Bc | Diff |
| ---- | ------------------- | --- | -- | -- | - | -- | -- | -- | ---- |
| 1    | FK Altyn Asyr T C   | 73  | 28 | 23 | 4 | 1  | 79 | 17 | +62  |
| 2    | FK Ahal Änew        | 55  | 28 | 17 | 4 | 7  | 54 | 29 | +25  |
| 3    | Şagadam Türkmenbaşy | 47  | 28 | 13 | 8 | 7  | 46 | 27 | +19  |
| 4    | Köpetdag Achgabat   | 41  | 28 | 11 | 8 | 9  | 33 | 27 | +6   |
| 5    | FK Achgabat         | 36  | 28 | 10 | 6 | 12 | 35 | 45 | -10  |
| 6    | Merw Mary           | 28  | 28 | 2  | 5 | 21 | 23 | 52 | -29  |
| 7    | Nebitçi FT          | 32  | 28 | 7  | 3 | 18 | 30 | 60 | -30  |
| 8    | Energetik Mary      | 12  | 28 | 3  | 3 | 22 | 23 | 79 | -56  |

|  | Qualification pour les phases de groupe de la Coupe de l'AFC 2021 |
|  | T : Tenant du titre C : Vainqueur de la Coupe du Turkménistan     |

## Bilan de la saison
| Championnat du Turkménistan de football 2020 |                          |
| Champion                                     | FK Altyn Asyr (7e titre) |
| Coupes et trophées                           |                          |
| Vainqueur de la Coupe du Turkménistan 2020   | FK Altyn Asyr            |
| Qualifications continentales                 |                          |
| Coupe de l'AFC 2021                          | FK Altyn Asyr            |
| Coupe de l'AFC 2021                          | FK Ahal Änew             |
| Promotions et relégations                    |                          |
| Promus en Yokary Liga                        | Aucun                    |
| Relégués en Birinji Ligasy                   | Aucun                    |